# داود وارنزبی علی
داود وارنزبی علی (به انگلیسی: Dawud Wharnsby) با نام اصلی دیوید هاوارد وارنزبی (به انگلیسی: David Howard Wharnsby)(متولد ۲۷ ژوئیه ۱۹۷۲) خواننده، ترانه سرا و شاعر موسیقی اسلامی، مربی، مجری و شخصیت مشهور تلویزیونی مسلمان اهل کانادا است.

## زندگی
داوود وارنزبی علی با نام اصلی دیوید هاوارد وارنزبی در سال ۱۹۷۲ در اونتاریو به دنیا آمد. او که یک موزیسین گروه‌های فالک راک بود، در سال۱۹۹۳ با مطالعه و تعمق بر روی قرآن، نامش را به داود تغییر داد و علی را نیز به نام دومش اضافه کرد. او به سبک فالک و همچنین ورلد موزیک، نواهای مذهبی و ترانه‌های اسلامی می‌خواند. او طی این سال‌ها با خوانندگان مسلمان زیادی از جمله یوسف اسلام، زین بیخا، سامی یوسف و ارشاد خان همکاری کرده و از آگوست سال۲۰۰۶ هم کار بر روی آلبوم جدیدش به نام «Out Seeing The Fields» را با همراهی پیانیست مشهور، ادریس فیلیپس، آغاز کرده است. او این آلبوم را برای بچه‌ها ساخته و روی جلد آلبوم نوشته است:
«Hi Neighbour! Salam Neighbour». (سلام همسایه!)

## آلبوم‌ها

### آلبوم‌های انفرادی
| سال  | نام آلبوم                        |
| ---- | -------------------------------- |
| ۱۹۹۵ | Blue Walls and the Big Sky       |
| ۱۹۹۶ | A Whisper of Peace               |
| ۱۹۹۷ | Colours of Islam                 |
| ۱۹۹۸ | Road to Madinah                  |
| ۲۰۰۲ | Sunshine, Dust and The Messenger |
| ۲۰۰۳ | The Prophet's Hands              |
| ۲۰۰۵ | Vacuous Waxing                   |
| ۲۰۰۶ | The Poets and The Prophet        |
| ۲۰۰۷ | Out Seeing The Fields            |
| ۲۰۱۱ | A Picnic of Poems                |

### آلبوم‌های همکاری شده با دیگران
| سال  | نام آلبوم                                                      |
| ---- | -------------------------------------------------------------- |
| ۱۹۹۳ | Off to Reap the Corn (همراه هدر چاپل)                          |
| ۱۹۹۴ | Fine Flowers in The Valley (همراه هدر چاپل)                    |
| ۲۰۰۱ | Light Upon Light (Various Artists)                             |
| ۲۰۰۱ | Faith (همراه زین بیخا)                                         |
| ۲۰۰۱ | Bismillah (همراه یوسف اسلام و دوستانش)                         |
| ۲۰۰۲ | In Praise of The Last Prophet (همراه یوسف اسلام و دوستانش)     |
| ۲۰۰۳ | Salaam (همراه عرفان مکی)                                       |
| ۲۰۰۴ | Days of Eid (Various Artists)                                  |
| ۲۰۰۵ | Expressions of Faith (Various Artists)                         |
| ۲۰۰۵ | Celebrate! Holidays of The Global Village (with Chris McKhool) |
| ۲۰۰۵ | I Look I See (همراه یوسف اسلام)                                |
| ۲۰۰۶ | Allah Knows (همراه زین بیخا)                                   |
| ۲۰۰۷ | Man Ana? (with Khalid Belrhouzi)                               |
| ۲۰۰۸ | Aled Jones Presents: Good Morning Sunday (Various Artists)     |
| ۲۰۱۱ | Hope (همراه زین بیخا)                                          |
| ۲۰۱۱ | Kalima (with Hadiqa Kiyani)                                    |